# A.D. Vision
A.D. Vision (сокр. ADV) — международная корпорация, базировавшаяся в американском городе Хьюстон и специализировавшаяся на публикации кинофильмов, телесериалов, журналов и комиксов, а также рекламных материалов по ним. Наибольшей известности компания достигла, как переводчик и распространитель в Северной Америке японской анимации.
1 сентября 2009 компания объявила о своём закрытии и продаже своих лицензий пяти другим фирмам.

## Дочерние компании
- ADV Films — самый первый отдел компании, на данный момент занимающийся распространением аниме и не-анимационной продукции.
- Soft Cel Pictures — отдел, специализировавшийся на порнографических материалах. На данный момент он почти прекратил своё существование, так как большинство прав на распространение было продано компании The Right Stuf International.
- Newtype USA — англоязычное издание популярного в Японии журнала Newtype.
- Anime Network — первый в США кабельный телеканал, целиком посвящённый показу аниме.
- ADV Manga — отдел, переводящий и публикующий мангу и манхву.
- ADV Music — отдел, занимающийся распространением саундтреков к лицензированным аниме.
- ADV Pro — собственная анимационная студия компании.
- ADV Toys — дочерняя фирма, занимающаяся вторичными товарами, например, игрушками.